# Hydro Xanh
Hydro Xanh, hay còn được gọi là GH2, là loại hydrogen được tạo ra bằng cách sử dụng năng lượng tái tạo hoặc năng lượng thấp carbon. So với loại hydrogen truyền thống, được sản xuất bằng cách cải tạo hơi nước từ khí đốt tự nhiên, Hydrogen xám, thì Hydro Xanh có lượng khí thải carbon thấp hơn đáng kể.Hiện nay, Hydrogen xám chiếm phần lớn thị trường hydrogen, tuy nhiên, Hydro Xanh được sản xuất bằng phương pháp điện phân nước chỉ chiếm ít hơn 0,1% tổng sản lượng hydrogen. Tuy vậy, Hydro Xanh lại có nhiều ứng dụng tiềm năng trong việc giảm thiểu khí thải carbon trong các ngành điện hóa, chẳng hạn như sản xuất thép và xi măng, và giúp hạn chế tác động của biến đổi khí hậu.
Một trong những yếu tố chính khiến cho việc sử dụng hydrogen xanh còn đắt đỏ là chi phí sản xuất. Tuy nhiên, vào năm 2020, một số công ty lớn ở châu Âu đã thông báo về kế hoạch chuyển sang sử dụng năng lượng hydrogen cho đội xe tải của họ. 
Hydrogen xanh cũng có thể được trộn vào các đường ống khí đốt tự nhiên hiện có và được sử dụng để sản xuất amoniac xanh, thành phần chính của sản xuất phân bón. Các chuyên gia năng lượng hydro tin rằng, đến năm 2030, amoniac xanh sẽ cạnh tranh về mặt chi phí với amoniac thông thường (amoniac xám).